# F-22 Lightning 3
F-22 Lightning 3 là tựa game mô phỏng máy bay chiến đấu được hãng NovaLogic đồng phát triển phát hành vào năm 1999. Đây là phiên bản mới nhất trong loạt game mô phỏng dạng máy bay tiêm kích kiểm soát bầu trời F-22 của Không quân Hoa Kỳ.

## Lối chơi
Trong F-22 Lightning 3, người chơi có thể chọn chơi từng nhiệm vụ đơn lẻ, chọn bay theo chiến dịch hay tham gia các đợt huấn luyện. Các nhiệm vụ và chiến dịch diễn ra ở nhiều quốc gia như Sudan, Algérie, Syria, Indonesia... Ở đầu mỗi nhiệm vụ, hướng dẫn viên sẽ cung cấp cho người chơi các chỉ thị và một số lời khuyên hữu ích. Mọi nhiệm vụ đều được xây dựng rất công phu với sự tham gia của nhiều loại máy bay khác nhau như Mig-29, Mig-31, F-15, A-10, C5A... và được mô phỏng hết sức chi tiết. Các máy bay do máy tính điều khiển (dù trong hàng ngũ đồng đội hay đối phương của người chơi) đều biểu lộ một mức độ AI (trí tuệ nhân tạo) đáng nể. Khi vào cuộc, máy bay trinh thám AWACS sẽ dẫn người chơi đến mục tiêu và cảnh báo về các mối đe dọa từ đối phương trong khu vực. Sau đó, theo hiệu lệnh của người chơi, phi công bay cặp sẽ tấn công mục tiêu với độ chính xác rất cao. Các tín hiệu điện đàm cũng rất hiện thực cho phép người chơi  hình dung rõ diễn biến của trận đánh đang diễn ra. Người chơi nghe thấy các mệnh lệnh chỉ huy, các thông tin hướng dẫn và cảnh báo, thậm chí cả lời các phi công gọi nhóm tìm kiếm và cứu hộ khi máy bay của họ bị bắn rơi.
Trước mỗi nhiệm vụ, người chơi sẽ được xem bản đồ bay và thay đổi cơ số vũ khí mang theo nếu cần thiết. Các vũ khí được trang bị mặc định thường vừa đủ để hoàn thành nhiệm vụ. Người chơi cũng có thể mang nhiều vũ khí hơn mà không làm ảnh hưởng đến các đặc tính kỹ thuật của máy bay. Về nguyên tắc, F-22 được thiết kế với khả năng tấn công từ xa nhằm giảm thiểu nguy hiểm cho phi công điều khiển. Nguyên tắc này được thể hiện trong game với việc trang bị tên lửa tầm xa AMRAAM. Cơ chế gây nhiễu có thể được thả tự động. Ngoài ra còn có chế độ tự động cất cánh, tự động bay và tự động hạ cánh. Chế độ tự động bay sẽ dẫn người chơi đi theo các điểm định sẵn đến mục tiêu cũng như cân bằng tốc độ và độ cao so với mục tiêu.
NovaLogic được đánh giá là chuyên gia hàng đầu trong việc thiết kế và mô phỏng các loại máy bay và các hiệu ứng môi trường. Điều này một lần nữa được khẳng định trong F-22 Lightning 3. Màn hình buồng lái rất chi tiết và hiện thực. Các hiệu ứng môi trường như mưa, gió, sấm chớp và sương mù được mô phỏng rất tinh tế. Mô hình máy bay được thể hiện kỹ lưỡng với nhiều góc nhìn, phóng to thu nhỏ, xoay tròn 360 độ. Bên cạnh đó, loạt game này không chỉ dành cho các fan thực thụ của thể loại mô phỏng máy bay, cả những người mới làm quen với không chiến cũng có thể vào cuộc mà cần không tốn nhiều thời gian đọc hướng dẫn sử dụng.

## Trang bị của F-22
F-22 được xem là chiến đấu cơ thế hệ thứ năm với tính cơ động, hỏa lực vượt trội so với các loại máy bay khác. Được thiết kế với công nghệ tàng hình tương tự máy bay ném bom B2, F-22 rất khó bị phát hiện bởi các hệ thống radar thông thường. 
F-22 được trang bị các loại vũ khí như sau:
- AGM-88 HARM – Là tên lửa chống radar có tầm bắn 25 hải lý, được cải tiến từ AGM-45 Shrike, AGM-88 HARM (High Speed Anti-Radiation Missile) đặc biệt hiệu quả để tấn công các trạm radar mặt đất.
- JDAM – Là bom điều khiển có tầm bắn 8 hải lý, được coi là hệ thống dẫn đường gắn trên các loại bom GBU-31 hay GBU-32. Hệ thống dẫn đường này hoạt động trong mọi điều kiện thời tiết, dựa trên các thiết bị cảm ứng và dữ liệu do hệ thống định vị toàn cầu truyền đến từ vệ tinh. JDAM cho phép đưa bom vào mục tiêu với độ sai lệch chỉ 3 mét.
- BLU-109 – Là loại bom thông thường nặng 1000 kg với sức công phá lớn, sử dụng để tấn công các công trình kiên cố.
- AIM-9M Sidewinder – Là loại tên lửa tầm nhiệt không đối không có tầm bắn 6 hải lý. AIM-9M là tên viết tắt của Aerial Intercept Missile, còn được gọi là Sidewinder do khả năng di chuyển đặc biệt khi tìm mục tiêu. Radar trên F-22 khi bắt được mục tiêu sẽ chuển thông tin đến bộ điều khiển và đầu đạn dẫn đường bằng tia hồng ngoại này có khả năng tìm đến động cơ máy bay đối phương từ mọi góc độ.
- AIM-120C AMRAAM– Là loại tên lửa không đối không tầm trung có tầm bắn 24 hải lý, thuộc dạng tên lửa siêu âm hoạt động trong mọi điều kiện thời tiết. Mặc dù được điều khiển bằng radar của F-22, AMRAAM còn có thể tự tìm mục tiêu. Sau khi được phóng, hệ thống radar độc lập gắn trên tên lửa sẽ đảm nhận việc tìm kiếm và dẫn đường đến mục tiêu, cho phép phi công chuyển sang thực hiện các tác vụ khác.
- M61A2 20MM CANNON – Là loại đại bác 6 nòng 20 ly có tầm bắn dưới 2 hải lý. Tốc độ bắn cao, sử dụng ở cự ly gần.
- B61 – Là loại bom hạt nhân chiến thuật. Vũ khí hạt nhân được sử dụng trong một số màn cụ thể và phải được sự chấp thuận trước. Người chơi sẽ bị loại ngay khỏi trò chơi nếu sử dụng tùy tiện loại vũ khí này. Ngay trước khi thực hiện nhiệm vụ, người chơi sẽ nhận được mã số kiểm tra. Sau đó, trong trận đánh, người chơi sẽ nhận được tín hiệu cho phép với mã số phù hợp. Ngoài ra, để đảm bảo an toàn máy bay phải đạt được một độ cao nhất định.